# Aristida ramosissima
Aristida ramosissima är en gräsart som beskrevs av Georg George Engelmann och Asa Gray. Aristida ramosissima ingår i släktet Aristida och familjen gräs. Inga underarter finns listade i Catalogue of Life.